# ويل يونغ (لاعب كريكت)
ويل يونغ (22 نوفمبر 1992 في نيوزيلندا - ) (بالإنجليزية: Will Young)‏ هو لاعب كريكت نيوزلندي. لعب مع Central Districts cricket team ‏.

## وصلات خارجية
- ويل يونغ على موقع إي آس بي آن كريك إنفو (الإنجليزية)